# Hans Cornelis
Hans Cornelis (Eeklo, 13 oktober 1982) is een Belgisch voetbaltrainer en gewezen voetballer die in de Belgische hoogste klasse speelde voor Club Brugge, KRC Genk en Cercle Brugge. Zijn positie was rechtsachter.

## Spelerscarrière

### Club Brugge
Cornelis begon zijn voetbalcarrière bij VK Knesselare. Spoedig werd Cornelis opgemerkt door Club Brugge, waar hij daarna de rest van zijn jeugdopleiding kreeg, en kwam al vlug bij de A-kern. In geval van blessure bij Olivier De Cock of schorsing van hem ofwel Peter Van der Heyden, speelde Cornelis weleens in hun plaats als rechtsachter en werd De Cock linksachter in Van der Heydens plaats (en verving Cornelis dan De Cock op diens positie). Met 'dank' aan de geblesseerde rechtsachter De Cock, die ook afkomstig is uit de regio Eeklo, was Cornelis titularis bij de finale van de Beker van België 2001-02 tegen Excelsior Moeskroen. Club Brugge won afgetekend met 3–1 (via een hattrick van Andrés Mendoza). Cornelis speelde de volledige finale mee. In de UEFA Champions League 2003–04 speelde Cornelis — door een Europese schorsing voor Sandy Martens en Andrés Mendoza — als rechtsachter [en De Cock als rechtsmidden] op de tweede speeldag van de groepsfase uit tegen Ajax (2–0 verlies), alsmede in een aantal competitiewedstrijden dat seizoen.
Tijdens het seizoen 2004/2005 profiteerde Cornelis opnieuw van blessures bij gouwgenoot Olivier De Cock. Hij speelde 26 wedstrijden in de competitie en ontpopte zich tot onvermoeibare aanvallende 'back'. In tegenstelling tot voorgaande jaren was hij niet weg te denken uit de basiself. Cornelis had nog steeds Trond Sollied als trainer, onder wie hij in 2002 de Beker van België had gewonnen en in 2003 reeds kampioen was geworden. Brugge werd in 2005 kampioen. 'Conculega' De Cock was niet op tijd fit voor de festiviteiten. Hij speelde hierdoor ook mee in de titelwedstrijd tegen RSC Anderlecht (2-2). Het kampioenenjaar 2005 mag worden beschouwd als het meest succesvolle van Hans Cornelis bij Brugge. Cornelis maakte onder meer een 'pareltje' in de thuiswedstrijd tegen de Vlaamse rivalen van KAA Gent. Club Brugge won die wedstrijd met 5–0. Hij scoorde ook tegen Cercle Brugge, een wedstrijd eveneens met 5–0 gewonnen. Hij speelde dat jaar ook mee in de finale van de Beker van België, die met 1–2 werd verloren tegen Germinal Beerschot.

### KRC Genk
Trainer Sollied vertrok na de titel bij Brugge naar het Griekse Olympiakos Piraeus. Ondanks de speelkansen verhuisde Cornelis in juli 2005 met een vrije transfer naar een andere Belgische topper, KRC Genk. In december 2006 verlengde Cornelis zijn contract bij de Limburgse club tot en met juni 2011. Begin 2007 werd Cornelis uitgeroepen tot beste verdediger van de heenronde door het weekblad Sport/Voetbal Magazine. 

### Cercle Brugge en latere carrière
Op 31 augustus 2009 tekende Cornelis een driejarig contract bij Cercle Brugge. Na zes seizoenen bij Cercle bouwde Hans Cornelis sterk af bij KMSK Deinze en KSKV Zwevezele. In 2019 werd Cornelis speler-trainer bij laatstgenoemde club. Een jaar later zette hij een punt achter zijn spelerscarrière.

## Persoonlijk leven
Op 23 december 2005 trouwde Cornelis met zijn vriendin. Ze hebben samen een zoontje en een dochtertje.

## Statistieken
| seizoen | club             | land            | competitie             | wed. | goals |
| ------- | ---------------- | --------------- | ---------------------- | ---- | ----- |
| 2001/02 | Club Brugge K.V. | Vlag van België | Jupiler Pro League     | 13   | 0     |
| 2002/03 | Club Brugge K.V. | Vlag van België | Jupiler Pro League     | 1    | 0     |
| 2003/04 | Club Brugge K.V. | Vlag van België | Jupiler Pro League     | 10   | 0     |
| 2004/05 | Club Brugge K.V. | Vlag van België | Jupiler Pro League     | 26   | 2     |
| 2005/06 | KRC Genk         | Vlag van België | Jupiler Pro League     | 22   | 1     |
| 2006/07 | KRC Genk         | Vlag van België | Jupiler Pro League     | 33   | 3     |
| 2007/08 | KRC Genk         | Vlag van België | Jupiler Pro League     | 26   | 1     |
| 2008/09 | KRC Genk         | Vlag van België | Jupiler Pro League     | 30   | 0     |
| 2009/10 | KRC Genk         | Vlag van België | Jupiler Pro League     | 1    | 0     |
| 2009/10 | Cercle Brugge    | Vlag van België | Jupiler Pro League     | 29   | 3     |
| 2010/11 | Cercle Brugge    | Vlag van België | Jupiler Pro League     | 46   | 4     |
| 2011/12 | Cercle Brugge    | Vlag van België | Jupiler Pro League     | 32   | 1     |
| 2012/13 | Cercle Brugge    | Vlag van België | Jupiler Pro League     | 34   | 0     |
| 2013/14 | Cercle Brugge    | Vlag van België | Jupiler Pro League     | 35   | 1     |
| 2014/15 | Cercle Brugge    | Vlag van België | Jupiler Pro League     | 31   | 0     |
| 2015/16 | KMSK Deinze      | Vlag van België | Proximus League        | 24   | 0     |
| 2016/17 | KMSK Deinze      | Vlag van België | Eerste klasse amateurs | 24   | 1     |
| Totaal  | Totaal           | Totaal          | Totaal                 | 405  | 17    |

## Trainerscarrière
Cornelis begon het seizoen 2019/20 als speler-trainer van KSKV Zwevezele, maar nog voor het vroegtijdige einde van de competitie vanwege de coronapandemie hing hij zijn voetbalschoenen aan de haak. Toen de competities in maart 2020 werden stilgelegd, stond Zwevezele achtste op zestien clubs in Tweede klasse amateurs. Onder leiding van Cornelis begon de club het seizoen 2020/21 met 4 op 9, waarna de amateurcompetities opnieuw werden stilgelegd.
In het seizoen 2021/22 nam Zwevezele onder leiding van Cornelis een prima start. Na zes speeldagen kwam de club, die met 16 op 18 begon, voor het eerst dat seizoen alleen op kop. Op 7 november 2021 had Zwevezele de kans om in een rechtstreeks duel tegen medeleider KVK Ninove de eerste periodetitel in de wacht te slepen, maar de Ninovieters kwamen met 1-2 winnen in Zwevezele. De club bleef bovenin meedraaien, zelfs nadat op 20 januari 2022 bekendgemaakt werd dat Zwevezele na afloop van het seizoen 2021/22 uit het nationale voetbal zou verdwijnen. Zwevezele eindigde uiteindelijk vijfde met 56 punten.
Ruim een maand na afloop van de competitie in de Tweede afdeling werd Cornelis voorgesteld als de nieuwe trainer van KSC Lokeren-Temse, dat in het seizoen 2021/22 vierde was geëindigd met slechts één punt meer dan Zwevezele.

## Palmares

### Als speler
| Nationaal          |    |                           |
| Belgisch kampioen  | 2x | 2002/03, 2004/05          |
| Belgische Supercup | 3x | 2002, 2003, 2004          |
| Beker van België   | 3x | 2001/02, 2003/04, 2008/09 |

### Als trainer
| Nationaal       |    |         |
| Tweede afdeling | 1x | 2022/23 |